# Памплемус
Памплемус (англ. Pamplemousses) — округ Маврикия, расположенный на севере острова Маврикий. Крупнейший населённый пункт — деревня Триоле. Слово pamplemousses на французском языке означает «грейпфруты». В районе расположен один из старейших ботанических садов в Южном полушарии — Ботанический сад Памплемус. Численность населения равна 138 339 человека (на 2010 год). Площадь составляет 178,7 км², плотность населения — 774,14 чел./км².